# Guillermo Coppola
Guillermo Mario Coppola (ur. 8 stycznia 1969 w Buenos Aires) – argentyński piłkarz występujący na pozycji napastnika.

## Kariera klubowa
Coppola grę w piłkę nożną rozpoczął w wieku 8 lat w akademii klubu CA Platense z Buenos Aires. Karierę na poziomie seniorskim rozpoczął w 1989 roku, kiedy to zadebiutował w Primera División w meczu przeciwko Deportivo Español. Ogółem w latach 1989–1990 w barwach CA Platense rozegrał 7 spotkań argentyńskiej ekstraklasie.
Przed rozpoczęciem rundy wiosennej sezonu 1990/91 Coppola przeniósł się do GKS Katowice. Za sprowadzeniem go opowiedział się trener Orest Lenczyk, który wcześniej obserwował go osobiście w Argentynie. 16 marca 1991 Coppola zadebiutował w I lidze w przegranym 0:1 meczu ze Śląskiem Wrocław, stając się tym samym pierwszym obcokrajowcem w historii GKS. Wywalczył Puchar Polski za sezon 1990/91, jednak z powodu urazu nie znalazł się w składzie na mecz finałowy z Legią Warszawa (1:0). Łącznie rozegrał on w barwach GKS Katowice 8 spotkań ligowych oraz 3 mecze w ramach Pucharu Polski, w których nie zdobył żadnej bramki. Latem 1991 roku opuścił klub i próbował znaleźć zatrudnienie w jednym z niemieckich zespołów z niższych lig, jednak jego testy odwołano.
Z powodu komplikacji po zerwaniu mięśnia, którego doznał jeszcze jako gracz CA Platense, Coppola postanowił powrócić do Argentyny. Poddał się tam zabiegowi chirurgicznemu, po którym rozpoczął roczną rekonwalescencję. W 1992 roku został piłkarzem Deportivo Armenio (Primera B Metropolitana), gdzie występował przez jeden sezon, po czym zakończył karierę.

## Życie prywatne
Po zakończeniu gry w piłkę nożną został nauczycielem wychowania fizycznego.

## Sukcesy
GKS Katowice
- Puchar Polski: 1990/91